# 伏龙镇 (内江市)
伏龙镇，原为伏龙乡，是中华人民共和国四川省内江市市中区曾经下辖的一个镇。2015年5月，撤乡设镇。2019年12月，撤销伏龙镇，将其所属行政区域划归凌家镇管辖。

## 行政区划
伏龙镇撤销前下辖以下地区：
桥上社区、彻天寺村、大田村、横房子村、水口村、牛角田村、大湾村、大屋冲村和新祠堂村。